# NGC 946
NGC 946 est une galaxie lenticulaire située dans la constellation d'Andromède. NGC 946 a été découverte par l'astronome français Édouard Stephan en 1884.

## Caractéristiques
Sa vitesse par rapport au fond diffus cosmologique est de 5 565 ± 25 km/s, ce qui correspond à une distance de Hubble de 82,1 ± 5,8 Mpc (∼268 millions d'al).
À ce jour, deux mesures non basées sur le décalage vers le rouge (redshift) donnent une distance de 68,500 ± 14,001 Mpc (∼223 millions d'al), ce qui est à l'intérieur des valeurs de la distance de Hubble. Notons cependant que c'est avec la valeur moyenne des mesures indépendantes, lorsqu'elles existent, que la base de données NASA/IPAC calcule le diamètre d'une galaxie et qu'en conséquence le diamètre de NGC 946 pourrait être d'environ 35,8 kpc (∼117 000 al) si on utilisait la distance de Hubble pour le calculer.